# Guerdon Trueblood
Guerdon Trueblood  est un scénariste, producteur, réalisateur et acteur costaricien, né le 3 novembre 1933 à San José (Costa Rica) et mort le 3 mars 2021 à Sister Bay (Wisconsin, États-Unis).
Il a mené une carrière essentiellement aux États-Unis, et a notamment réalisé le film The Candy Snatchers (1973), ainsi que rédigé l'histoire de la super-production Les Dents de la mer 3 (1983).
Il est décédé en 2021 à l'âge de 87 ans.